# هوغو كاستيلو
هوغو كاستيلو (بالإسبانية: Hugo Castillo)‏ (28 يوليو 1977 بتارما في بيرو - ) هو لاعب كرة قدم بيروفي في مركز الوسط. لعب مع نادي أياكوتشو وColegio Nacional Iquitos ‏ وسبورت أنكاش وHijos de Yurimaguas ‏.

## وصلات خارجية
- هوغو كاستيلو على موقع قاعدة بيانات كرة القدم.إي يو (الإنجليزية)